# Vescovato (Korsika)
Vescovato (korsisch U Viscuvatu) ist eine Gemeinde mit 3393 Einwohnern (Stand 1. Januar 2022) im Gebirge der französischen Insel Korsika, rechts des Flusses Golo. Die Gemeinde gehört zum Kanton Casinca-Fiumalto.

## Demografie
| Jahr      | 1962 | 1968 | 1975 | 1982 | 1990 | 1999 | 2007 | 2017 |
| --------- | ---- | ---- | ---- | ---- | ---- | ---- | ---- | ---- |
| Einwohner | 1056 | 1509 | 2040 | 2129 | 2329 | 2316 | 2295 | 2836 |

## Anschlag
Am 22. Juli 2009 verübten Unbekannte in Vescovato einen Autobomben-Anschlag auf eine Polizeiwache.